# Nobuyuki Aihara
Nobuyuki Aihara (n. 16 decembrie 1934, Takasaki, Japonia – d. 16 iulie 2013, Takasaki, Japonia) a fost un gimnast artistic ce a reprezentat Japonia, medaliat olimpic. A participat la două ediții ale Jocurilor Olimpice (1956, 1960) în care a câștigat două medalii de aur și două medalii de argint.